# Aufruhr in Santa Sierra
Aufruhr in Santa Sierra ist ein US-amerikanischer Kriminalfilm aus dem Jahr 1950 von Cy Endfield, der zum Subgenre des Film noir und der Bewegung des Film gris gezählt wird. Der Film basiert auf dem 1947 veröffentlichten Roman The Condemned von Jo Pagano.

## Handlung
Der arbeitslose Howard Tyler zieht mit seiner Frau Judy und seinem Sohn Tommy von Massachusetts nach Santa Sierra in Kalifornien, in der Hoffnung dort Arbeit im Bergbau zu finden. Howards Suche bleibt erfolglos, so dass die Ersparnisse der Familie, die demnächst Nachwuchs erwartet, immer weiter schrumpfen. Als Judy den Besuch beim Frauenarzt für die nächste Untersuchung nicht zahlen kann, nimmt Howard in seiner Not das Angebot des Diebes Jerry Slocum zur Zusammenarbeit an.
Hal Clendenning ist der Herausgeber der Zeitung Santa Sierra Journal. Er ist überzeugt, dass die Stadt von einer Verbrechenswelle heimgesucht wird und beauftragt seinen Kolumnisten Gil Stanton, einen reißerischen Artikel darüber zu verfassen. Stantons Freund, der italienische Wissenschaftler Dr. Simone, ist von dem Artikel bestürzt, denn er würde die Bewohner aufwiegeln.
Mittlerweile hat Howard durch die Diebestouren so viel Geld verdient, dass er seine Familie wieder versorgen kann. Allerdings verabscheut er sich bei jedem Einbruch mehr und mehr. Jerry will ein großes Ding drehen und Donald E. Miller, den Sohn der reichsten Familie der Stadt, entführen. Howard macht mit, betont aber, dass es für ihn die letzte Tat sei. Die Entführung verläuft nicht glatt, so dass Jerry in Panik gerät und Donald mit einem Stein erschlägt. Howard kann den Mord nicht verhindern. Jerry nimmt Donalds Krawattennadel an sich und wirft die Leiche in einen See. Am nächsten Tag will Jerry trotz des Todes seines Opfers mit dem Plan weitermachen. Er will einen Brief mit der Lösegeldforderung und der Nadel als Beweis von der nächsten Stadt aus an die Eltern schicken.
Um unverdächtig zu erscheinen, bringt Jerry zwei Frauen, Hazel und Velma, dazu, sie zu begleiten. Hazel weiß nicht, dass Howard verheiratet ist und versucht, ihn für sich zu gewinnen. Der schenkt ihr aber keine Beachtung. Am Abend schreibt Howard den Brief, kann aber die Nadel nicht finden. Später bricht er betrunken vor Hazels Haustür zusammen, die ihn zu sich hineinnimmt. Sie nimmt sich die gerade erschienene Zeitung, in der von dem Mord an Donald berichtet wird und liest die Meldung laut vor. Howards entsetzte Reaktion überrascht sie und sie will ihn zu Bett bringen. Dabei fällt die Krawattennadel aus einer Falte in Howards Hosentasche raus. Howard bricht zusammen und gesteht Hazel seinen Anteil an dem Verbrechen. Als er ihr Entsetzen bemerkt, will er sie greifen, doch sie kann flüchten und die Polizei alarmieren.
Seit zwei Tagen macht sich Judy Sorgen um den verschwundenen Howard. Die Polizei erscheint, durchsucht das Haus und nimmt Howard fest, der sich in einem Verschlag versteckt gehalten hat. Auch Jerry wurde mittlerweile gefasst. Dr. Simone glaubt, dass durch Gils Artikel ein fairer Prozess für die beiden unmöglich sei. Judy sucht Gil auf und liest ihm einen Brief von Howard vor, in dem er seine Taten bereut und sie auffordert, ihn zu vergessen. Auch Sheriff Demig wirft Gil vor, die Leute mit seinem Artikel aufgesetzt zu haben. Als sich ein Lynchmob bildet, wird Gil klar, dass, wenn Howard und Jerry gelyncht werden, er dafür verantwortlich ist. Demig lässt die anderen Gefangenen verlegen. Gil sucht Howard auf, der ihm vergibt. Er bittet Gil, sich um Judy und Tommy zu kümmern.
Die aufgebrachte Menge kann nicht mehr aufgehalten werden. Das Gefängnis wird gestürmt, Howard und Jerry aus den Zellen geholt und an einem nahen Baum aufgehängt. Später sagt Gil Demig, dass er diese Szenen nie vergessen werde und die Beteiligten immer daran erinnern werde, was sie getan haben.

## Produktion

### Hintergrund
Gedreht wurde der Film im Mai 1950 in Arizona, u. a. in Phoenix, Chandler, Tempe und Glendale.
Der dem Film zu Grunde liegende Roman basiert auf einer Begebenheit im November 1933, als zwei Mordverdächtige gelyncht wurden. Autor Pagano, der auch das Drehbuch schrieb, bescheinigte, dass sich der Film enger an die Begebenheiten halte, als sein Roman.

### Stab
Perry Ferguson war der Art Director, Howard Bristol der Szenenbildner.
Für Regisseur Cy Endfield war es der letzte US-Film den er inszenierte.

### Besetzung
In kleinen nicht im Abspann erwähnten Nebenrollen traten Joe Conley, Liz Renay in ihrem Filmdebüt und Yvette Vickers auf. Ebenfalls unerwähnt blieb Carl Kent in der Rolle des Entführungsopfers Donald E. Miller.

## Synchronisation
Die 1963 erstellte deutsche Synchronfassung stammt von Studio Hamburg Synchron. Dialogregie führte Werner Brunsbüttel, der auch das Dialogbuch schrieb.
| Rolle            | Schauspieler    | Deutscher Synchronsprecher |
| ---------------- | --------------- | -------------------------- |
| Howard Tyler     | Frank Lovejoy   | Paul Klinger               |
| Judy Tyler       | Kathleen Ryan   | Renate Heilmeyer           |
| Gil Stanton      | Richard Carlson | Günther Dockerill          |
| Jerry Slocum     | Lloyd Bridges   | Klaus Höhne                |
| Hazel Weatherwax | Katherine Locke | Hannelore Schroth          |
| Dr. Simone       | Renzo Cesana    | Martin Hirthe              |
| Sheriff Demig    | Cliff Clark     | Friedrich Schütter         |

## Veröffentlichung
Die Premiere des Films erfolgte mit fünf Testvorführungen ab dem 15. November 1950. In der Bundesrepublik Deutschland wurde er am 27. April 1963 im deutschen Fernsehen ausgestrahlt.

## Kritiken
Das Lexikon des internationalen Films schrieb: „Der beachtlich gestaltete, stellenweise sehr harte Film trägt seine Kritik am Sensationsjournalismus nur vordergründig vor und weicht einer klärenden Auseinandersetzung mit den kommerziellen Drahtziehern der Massenbeeinflussung aus.“
Bosley Crowther von der The New York Times befand, Endfield habe die gewalttätigen Szenen des Höhepunktes mit einer gehörigen Portion Schärfe in der Veranschaulichung von Massenhysterie inszeniert, der Rest des Films wurde jedoch im konventionellen Stil von Melodramen gedreht. Weder das Drehbuch noch die zahlreichen Rollen seien von ausgeprägter Qualität.